# Let Her Dance
"Let Her Dance" é uma canção de rock and roll da banda The Bobby Fuller Four, composta por Bobby Fuller e lançada pela Mustang Records em single 7" (45 rpm) em junho de 1965, com "Another sad and Lonely Night" no Lado B; a mesma edição de músicas sendo lançada também pela gravadora Liberty Records em julho.
Esta é uma versão alterada de uma canção mais antiga de Fuller, "Keep on Dancing", gravada quando a banda ainda residia em El Paso, Texas. Foi incluída nos dois discos que a banda lançou: KRLA King of the Wheels (1965) e I Fought the Law (1966), em seu início; este último o nome de sua gravação de maior sucesso.
"Let Her Dance" foi o primeiro single de Bobby Fuller a receber grande atenção comercial, quase se tornando sucesso em Los Angeles; atingindo a posição #133, abaixo das posições da parada Hot 100 da Billboard, e recebendo airplay apenas no sul da Califórnia. A gravadora Mustang licenciou a Liberty Records a também lançá-la em single, claramente esperando tornar a canção um sucesso nacional. O que não aconteceu. Pouco tempo depois Bobby Fuller morre, em 1966, com 23 anos.
Michael Hann, do The Guardian, afirma que esta música é power pop, antes do fato. Em 2009, ela aparece na trilha sonora do filme de animação Fantastic Mr. Fox.

## "Let Her Dance", versões cover
Desde a morte de Fuller, "Let Her Dance" apareceu em diversas covers. Ainda na década de 1960, em 1968, a banda irlandesa Don Duggan and the Savoys a lançou em single 7". Em 1978 ela aparece regravada na coletânea de artistas da Beserkley Records, sob o nome de Spitballs. Também sai no álbum de estreia do cantor de power pop Phil Seymour, lançado no início da década de 1980, mesma época de um vídeo pré MTV de Phil interpretando a canção. Em 1989 uma outra cover de "Let Her Dance" encerra o álbum Good Evening, do cantor Marshall Crenshaw.

## Discografia
- The Bobby Fuller Four - 7" single, A: "Let Her Dance" / B: "Another sad and Lonely Night" (1965) - Mustang Records (3006)[1]
- The Bobby Fuller Four - 7" single, A: "Let Her Dance" / B: "Another sad and Lonely Night" (1965) - Liberty (55812)[2]
- The Bobby Fuller Four - LP: KRLA King of the Wheels (1965) - Mustang Records (MS-900, stereo/M-900, mono)[6]
- The Bobby Fuller Four - LP: I Fought the Law (1966) - Mustang Records (MS-901, stereo/M-901, mono)[7]

- Don Duggan and the Savoys - 7" single, A: "Let Her Dance" / B: "Westmeath Bachelor" (1968) - Pye Records, Irlanda (7N 17633)[11]

- Beserkley Records - LP: Spitballs (1978) - Beserkley Records (JBZ-0058)[12]

- Phil Seymour - LP: Phil Seymour (1981)[15] - The Boardwalk Entertainment Co. (FW-36996)[14]

- Marshall Crenshaw - LP: Good Evening (1989) - Warner Bros. Records (9 25908-1 e 1-25908)[16]